# アバモク
アバモクは、北海道網走市に本社をおく製材業、木材加工業者。2008年4月16日に事業を停止し、自己破産の手続きを行った。

## 概要
1952年に網走木材工業として発足。以来、製材、木材加工を中心に道東で事業を展開してきた。製材工場は、網走市のほか釧路市にもあり、プレカット材などの加工も手がけてきた。2000年代にはいると木材需要の低迷のため事業が低迷。2008年には破産に至った。負債総額は約10億円。
| スタブアイコン | サブスタブ | この項目は、まだ閲覧者の調べものの参照としては役立たない、企業に関連した書きかけの項目です。この項目を加筆・訂正などしてくださる協力者を求めています（PJ:経済）。 |